# Glenmorangie
Glenmorangie er et destilleri i Skotland som fremstiller whisky. Glenmorangie er beliggende ved kysten i regionen Highlands
Destilleriet blev grundlagt i 1843. I 2005 blev det købt af Louis Vuitton Moët Hennessy (LVMH).